# STS-44
STS-44 var den fyrtiofjärde flygningen i det amerikanska rymdfärjeprogrammet, den tionde flygningen med rymdfärjan Atlantis. Den sköts upp från Pad 39A vid Kennedy Space Center i Florida den 24 november 1991. Efter nästan sju dagar i omloppsbana runt jorden återinträdde rymdfärjan i jordens atmosfär och landade vid Edwards Air Force Base i Kalifornien.
Flygningen gjordes på uppdrag av USA:s försvarsdepartement.